# Моседис
 Моседис (лит. Mosėdis) — местечко в Скуодасском районе Клайпедского уезда Литвы. Административный центр Моседского староства.
Находится в 11,5 км к югу от города Скуодас, на берегу небольшого озера, в которое впадает река Бартува. Ближайшие населённые пункты: Невочяй, Шаукляй, Жеброкай.
Впервые упоминается в 1253 году, в связи с северными крестовыми походами.
После крещения Жемайтии в начале XV веках местечко принадлежало епископу Жемайтии, здесь была одна из усадеб епископа. 
Рядом с местечком находился замок, полностью разрушенный в XVI-XVII веках.
С 1702 года Моседис получил право проводить еженедельную ярмарку.
В 1629 была основана школа, с 1867 функционирующая, как общедоступное народное училище с преподаванием на русском языке; нынешнее здание гимназии построено в 1985 году.
В 1907 году большой пожар почти полностью уничтожил местечко.
Накануне нападения Германии на Советский Союз примерно половину населения местечка составляли евреи. Почти все они были убиты в июле-августе 1941 года.
Достопримечательностями Моседиса являются католический костел Св. Михаила Архангела в стиле позднего барокко (строительство начато в 1783, закончено в 1844), музей и парк камней (Vaclovo Into akmenų muziejų).

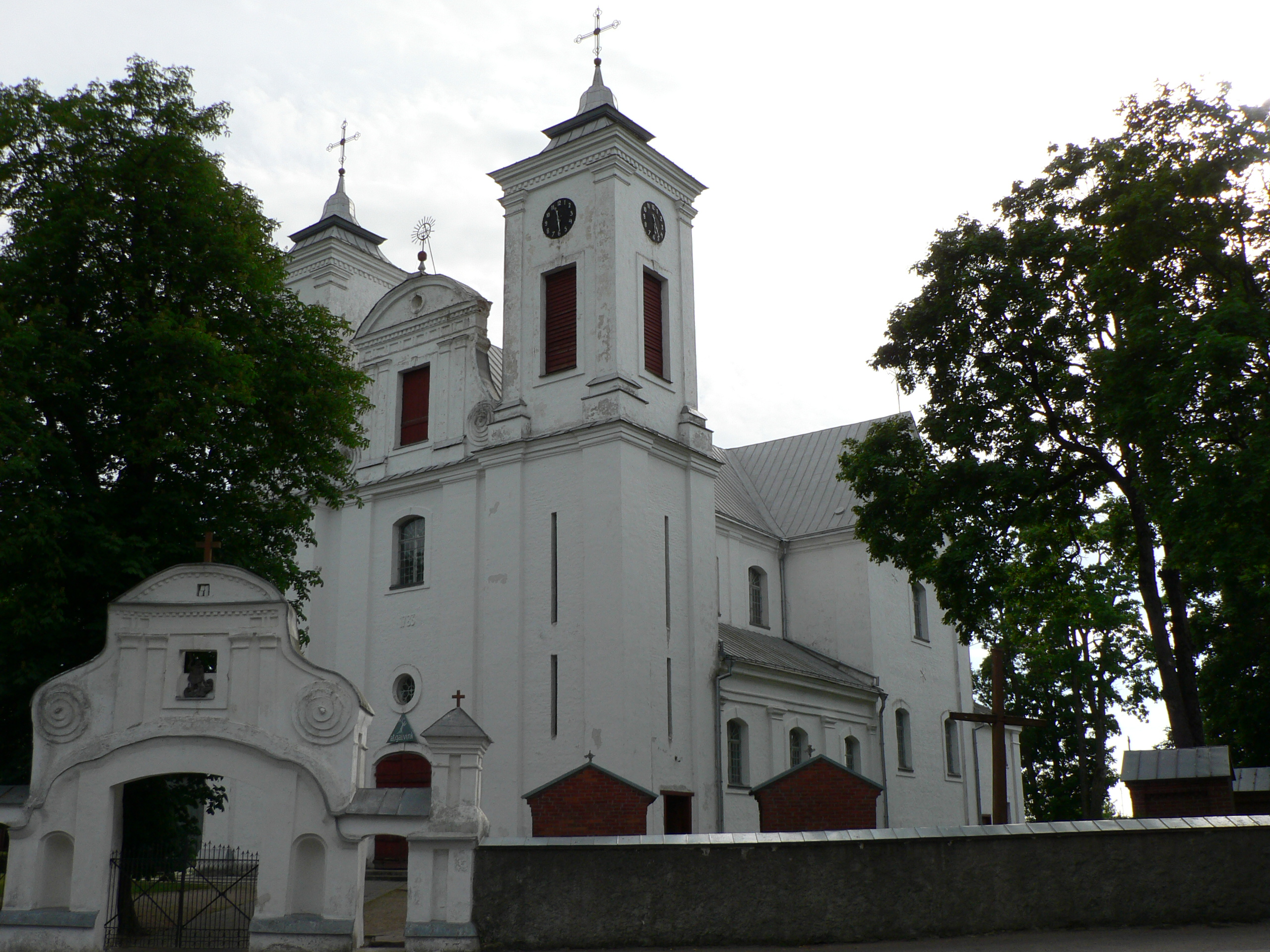
Костёл Святого Архангела Михаила
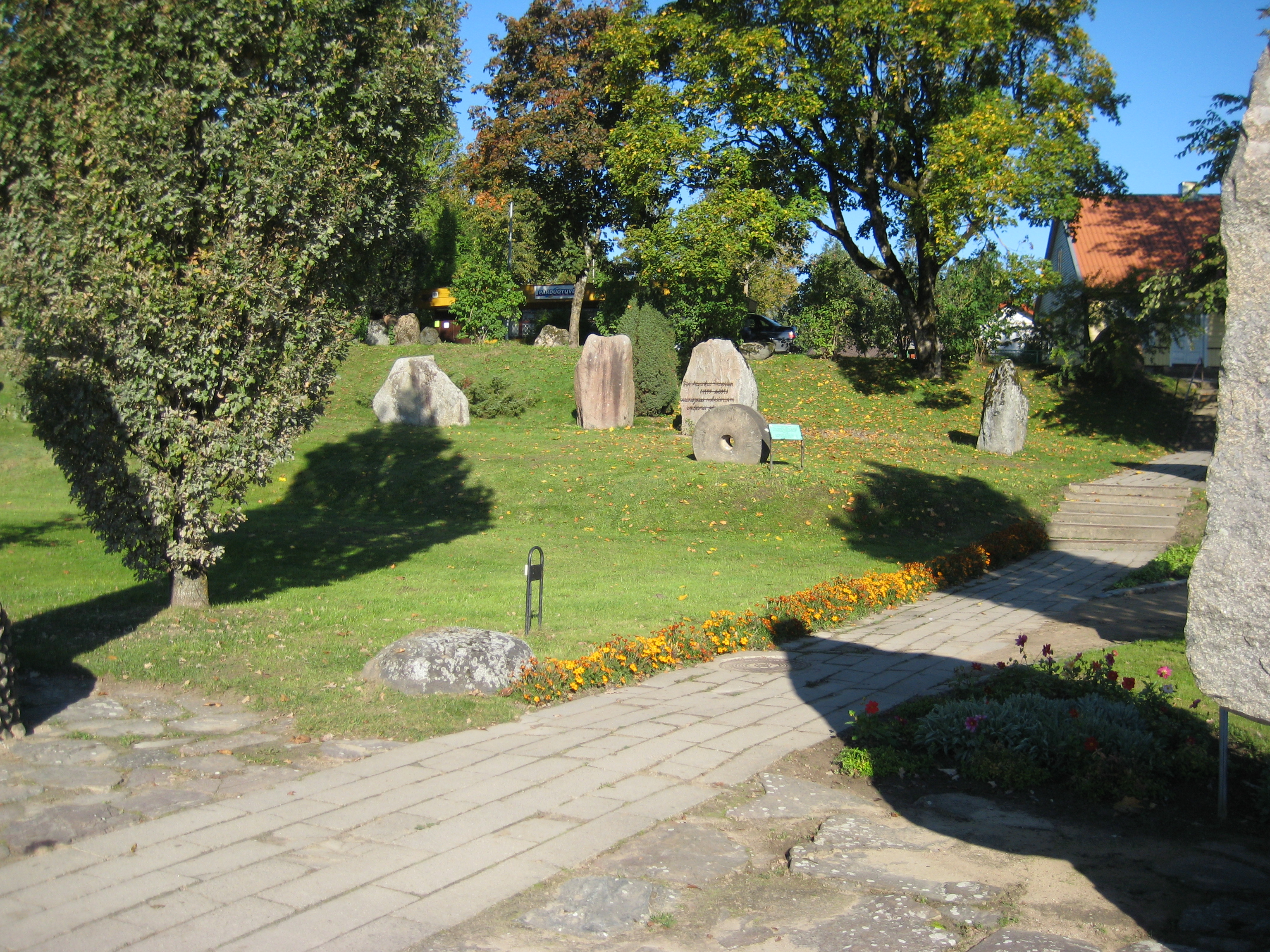
Музей камня
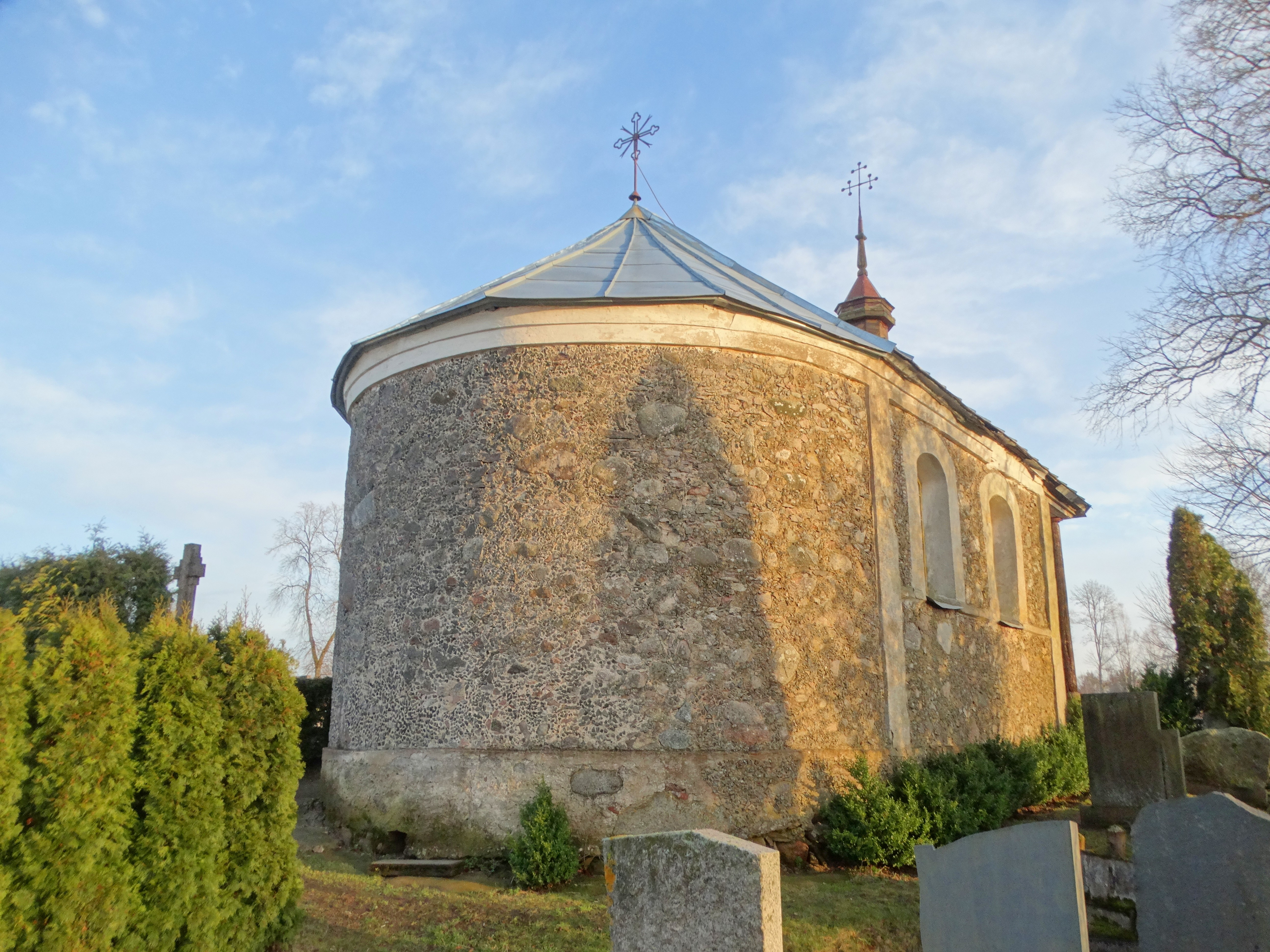
Часовня
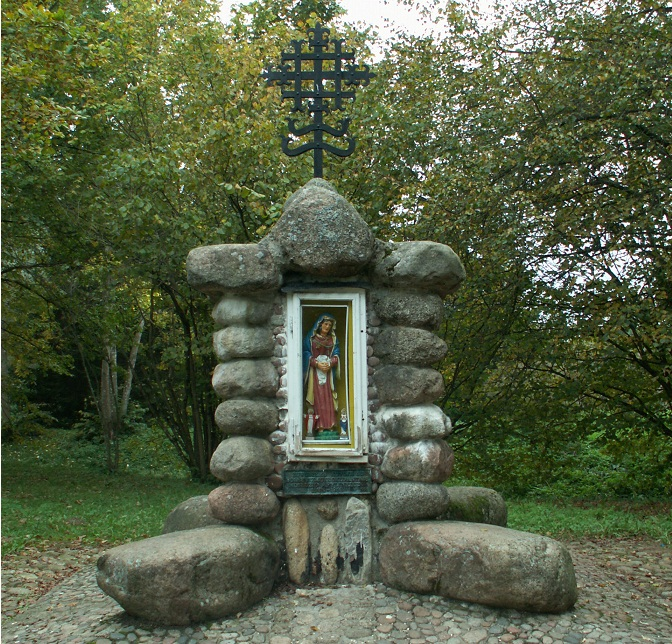
Памятник погибшим партизанам 1944-1953г.